# Олицки, Джулс
Джулс Олицки (при рождении — Евель Демиковский, англ. Jules Olitski; 27 марта 1922, Сновск, УССР — 4 февраля 2007, Нью-Йорк, США) — американский художник и скульптор, видный представитель абстрактного искусства.

## Жизнь и творчество
Отец будущего художника, комиссар, был расстрелян незадолго перед рождением сына. В 1923 году мальчик, вместе с бабушкой и матерью, уезжает в США; семья селится в Бруклине. В 1926 году мать выходит замуж за богатого вдовца Г. Олицкого.
Дж. Олицки в период с 1939 по 1942 годы учится в Национальной академии дизайна в Нью-Йорке и в нью-йоркском Институте искусств. Участник Второй мировой войны. В 1949 году он приезжает в Париж, где учится у Осипа Цадкина. Завершает своё обучение в Нью-Йоркском университете, получив звание магистра искусств.
Дж. Олицки — представитель художественных направлений абстрактный экспрессионизм, лирическая абстракция и живопись цветового поля. Участник выставки современного искусства документа 4 в немецком городе Кассель. Работал в двух своих художественных ателье в Нью-Гемпшире и во Флориде.